# Maurice Ville
Maurice Ville (Saint-Denis, 30 de octubre de 1900 - Bobigny, 12 de abril de 1982) fue un ciclista francés que fue profesional entre 1923 y 1928. Su victoria más destacada es la Volta a Cataluña de 1923.

## Palmarés
1922
- 1º en el Circuito d'Alençon

1923
- 1º en la Volta a Cataluña y vencedor de 3 etapas
- 1º en el Circuit du Cantal

1924
- 1º en el Tour de Vaucluse

1927
- 1º en la París-Laigle
- 1º en la Bruselas-París
- Vencedor de una etapa de la Volta a Cataluña

1928
- 1º en la París-Contres

### Resultados en el Tour de Francia
- 1924. Abandona (4º etapa).